# Jugendpornografie
Der Begriff Jugendpornografie bezeichnet im deutschen und österreichischen Strafrecht pornografische Darstellungen von Personen über 14 und unter 18 Jahren (Jugendlichen).  Auch in anderen Rechtssystemen sind derartige Darstellungen zumeist verboten, werden aber kaum mit dem Begriff „Jugendpornografie“ bezeichnet.

## Rechtslage in Deutschland

### Gesetzesbeschluss
Am 5. November 2008 trat das Gesetz zur Umsetzung des Rahmenbeschlusses des Rates der Europäischen Union zur Bekämpfung der sexuellen Ausbeutung von Kindern und der Kinderpornographie in Kraft. Durch Art. 1 dieses Gesetzes wurde der neue § 184c StGB eingeführt, der erstmals die Strafbarkeit von Jugendpornografie („jugendpornographische Schriften“) regelt. Vorher wurde in Deutschland im Rahmen der Strafgesetze lediglich Kinderpornografie durch § 184b StGB geregelt. Die beiden Paragrafen sind weitgehend wortgleich und werden im Artikel Kinderpornografie im Kapitel Deutsches Recht detaillierter und auch vergleichend dargestellt.
Am 27. Januar 2015 trat eine Verschärfung in Kraft. Unter den Begriff Jugendpornografie fallen nun nicht nur pornografische Darstellungen, die „sexuelle Handlungen von, an oder vor einer vierzehn, aber noch nicht achtzehn Jahre alten Person“ zeigen, sondern auch Darstellungen, die „ganz oder teilweise unbekleidete vierzehn, aber noch nicht achtzehn Jahre alten Person in unnatürlich geschlechtsbetonter Körperhaltung“ zeigen. Seit 1. Januar 2021 gilt auch die „sexuell aufreizende Wiedergabe der unbekleideten Genitalien oder des unbekleideten Gesäßes einer vierzehn, aber noch nicht achtzehn Jahre alten Person“ als Jugendpornografie.

### Vorgeschichte
In Deutschland brachte die Bundesregierung erst Ende 2006 einen Gesetzentwurf ein, der die Vorgaben des EU-Rahmenbeschlusses umsetzen sollte. Auf Betreiben der Oppositionsparteien führte der Rechtsausschuss des Deutschen Bundestages im Juni 2007 zunächst aber eine Expertenanhörung durch, bei der Juristen Gelegenheit bekamen, zu dem Gesetzentwurf Stellung zu nehmen. Aufgrund der Kritik, die nun auch bei dieser Anhörung geäußert wurde, verzögerte sich die Umsetzung des Rahmenbeschlusses in Deutschland zunächst weiter und mündete in einen Konflikt zwischen den Politikern der Regierungsparteien CDU/CSU und SPD einerseits und denen der Oppositionsparteien FDP, GRÜNE und DIE LINKE andererseits, die im Dezember 2007 dann die Öffentlichkeit suchten, um das Gesetz in dieser Form doch noch zu verhindern. Nachdem so auch in der Öffentlichkeit Kritik an den geplanten Ausweitungen des Sexualstrafrechts aufgekommen war, stellte die große Koalition den Gesetzentwurf erneut zurück und willigte in mehrere Formulierungsänderungen ein, die die Kritik berücksichtigen sollten. Die Politiker der Oppositionsparteien lehnten den Gesetzentwurf auch in dieser gemäßigten Fassung weiterhin entschieden ab.
Das Gesetz wurde jedoch, nur mit den Stimmen der Regierungsmehrheit und gegen die Stimmen aller Oppositionsparteien, am 20. Juni 2008 vom Bundestag beschlossen. Man verzichtete dabei auf eine öffentliche Debatte im Plenum und gab die Reden lediglich zu Protokoll.

### Gegenpositionen
Als kritisch an der neuen Regelung wird unter anderem betrachtet, dass nun auch pornografische Bild- und Filmwerke, in denen ausschließlich Volljährige zum Einsatz kommen, als jugendpornografisch eingestuft werden könnten, wenn man sie so interpretieren kann, dass sie sexuelle Handlungen mit Jugendlichen lediglich zum Thema („zum Gegenstand“) haben. Das wäre immer schon dann möglich, wenn die Volljährigen wie Jugendliche erscheinen – sogenannte Scheinjugendliche.
Die durch den EU-Rahmenbeschluss nahegelegte Ausdehnung des Begriffes Kinderpornografie auf Darstellungen von sexuellen Handlungen von Jugendlichen wurde bereits 2001 von der Deutschen Gesellschaft für Sexualforschung heftig kritisiert, es handele sich um eine „massive, weit gehende Kriminalisierung der Sexualität Jugendlicher“.
Insbesondere wird die Kriminalisierung von Abbildungen, auf denen Darsteller mit „jugendlichem Erscheinungsbild“ zu sehen sind, scharf kritisiert. Hierbei stützt sich die Kritik vor allem auf eine fehlende Rechtssicherheit für Anbieter von Pornografie mit erwachsenen Darstellern, weshalb der Erotikanbieter Hustler Verfassungsbeschwerde eingereicht hatte.
Während es im Rahmen von Kinderpornografie wegen des altersmäßigen Abstandes von Kindern (unter 14) und Volljährigen (über 18) eher unwahrscheinlich ist, dass die Darstellungen Volljähriger (wegen ihres jüngeren Aussehens) so interpretiert werden, als stellten sie die Handlungen von Kindern dar, könnte dies im Bereich der Jugendpornografie für einen diffusen Kreis junger Erwachsener zum Regelfall werden. Ab welchem Abstand zum Alter von genau 18 diese Interpretation dann sicher ausgeschlossen werden kann, wird im Einzelfall sowohl von Juristen wie auch von Laien häufig schwer zu bestimmen sein. Dadurch ergibt sich eine erhebliche Rechtsunsicherheit nicht nur für Produzenten von pornografischem Bild- und Filmmaterial, wenn sie Darsteller für ihre Produktionen auswählen sollen, auch bereits erwachsene Darsteller könnten wegen Mitwirkung bei der Herstellung von jugendpornografischen Werken belangt werden.
Privatpersonen machen sich zwar nicht strafbar, solange sie (vor der Gesetzesverschärfung legale) Pornofilme und -bilder mit Scheinjugendlichen lediglich besitzen; jegliche Verbreitung ist hingegen nunmehr verboten. Darunter fällt nicht nur die gewerbliche Vervielfältigung oder die öffentliche Vorführung, sondern bereits die private Weitergabe im Freundeskreis. Auch die zuvor legale Neubeschaffung solchen Materials ist mittlerweile strafbar.

### Folgen
Die damalige deutsche Justizministerin Brigitte Zypries kommentierte die Problematik einige Monate vor Verabschiedung des Gesetzes auf Abgeordnetenwatch noch folgendermaßen: „Auf die Kategorie ‚Scheinjugendlicher‘ bezogen bedeutet das, eine jugendpornografische Schrift liegt vor, wenn aus der Sicht eines verständigen Beobachters nicht sicher ausgeschlossen werden kann, dass die Darsteller Jugendliche sind.“
Dem hat das Bundesverfassungsgericht später widersprochen, wobei es die bisherige Rechtsprechung des Bundesgerichtshofs zur Strafbarkeit von Kinderpornografie (nach § 184b StGB alter Fassung) auf den neuen Straftatbestand der Jugendpornografie prinzipiell für übertragbar hielt. Mehrere Klagen gegen den neuen Paragraphen wurden nicht zur Entscheidung angenommen, weil das Gericht es für unwahrscheinlich hielt, dass vom Begriff der „Scheinminderjährigkeit“ ein ernsthaftes Strafbarkeitsrisiko ausgeht.
Im Gegensatz zur deutschen Justizministerin geht das Bundesverfassungsgericht davon aus, dass es nach der neuen Strafvorschrift nicht genügt „dass die Volljährigkeit der betreffenden Person für den objektiven Betrachter zweifelhaft ist; vielmehr müsste der Beobachter umgekehrt eindeutig zu dem Schluss kommen, dass jugendliche Darsteller beteiligt sind.“ Das Gericht führt ganz konkret als ein mögliches hinreichendes Kriterium – in Bezug auf die Darsteller – an, „wenn sie (fast) noch kindlich wirken und die Filme somit schon in die Nähe von Darstellungen geraten, die als (Schein-) Kinderpornographie unter den Straftatbestand des § 184b StGB fallen.“ Damit schließt es die Strafbarkeit bezüglich Darstellern aus, die ihrem Aussehen nach lediglich noch jugendlich sein „könnten,“ genauso gut aber auch bereits volljährig, und beschränkt sie auf (höchstens) die Fälle, in denen es unmöglich erscheint, Darsteller als erwachsen anzusehen – auch wenn ihr tatsächliches Alter bekannt und sie volljährig sind. Auch diese Fälle schränkt es noch weiter hinsichtlich der Vorsätzlichkeit – seitens der Hersteller – ein und lässt nur jene Fälle als strafbar gelten, in denen die Fiktion der Scheinjugendlichkeit „vorsätzlich“ geschieht.

### Strafrahmen
Die Beschaffung, der Besitz und die Verbreitung von Jugendpornografie sind nach § 184c StGB strafbar. Das Strafmaß beträgt für Herstellung und Verbreitung bis zu drei Jahren Freiheitsstrafe oder Geldstrafe, bei gewerbs- oder bandenmäßiger Begehung Freiheitsstrafe von drei Monaten bis zu fünf Jahren. Der Abruf und Besitz von Jugendpornografie ist strafbar, wenn diese „ein tatsächliches Geschehen wiedergibt“ (Freiheitsstrafe bis zu zwei Jahren oder Geldstrafe; handelt es sich bei den dargestellten Personen um scheinbar jugendliche, tatsächlich aber volljährige Personen bleibt also der Konsument straflos, Weitergabe ist strafbar). Die Herstellung und der Besitz von Jugendpornographie, die der Besitzer selbst „ausschließlich zum persönlichen Gebrauch mit Einwilligung der dargestellten Personen hergestellt“ hat, ist nicht strafbar (Absatz 4).

### Statistik
In der nachfolgenden Tabelle sind die Polizei oder Staatsanwaltschaft bekannt gewordenen Kriminalfälle aufgelistet. In allen Fällen wird versucht, einen Tatverdächtigen zu ermitteln. Kommt es nicht zu einer Einstellung des Strafverfahrens, wird der Tatverdächtige vor Gericht abgeurteilt: 2012 wurden nach § 184c StGB 112 Personen abgeurteilt, 91 Personen verurteilt, in 16 Fällen eine Freiheitsstrafe verhängt, in 4 Fällen ohne Strafaussetzung zur Bewährung. Die Freiheitsstrafen reichten bis hin zu 2 Jahren.
| Quelle    | Quelle                      | Quelle                                                                       | [ 15 ] | [ 15 ] | [ 16 ] | [ 17 ] | [ 17 ] | [ 17 ] | [ 17 ] | [ 17 ] | [ 17 ] | [ 17 ] |
| Schlüssel | § 184c StGB                 | Straftat                                                                     | 2018   | 2017   | 2016   | 2015   | 2014   | 2013   | 2012   | 2011   | 2010   | 2009   |
| 143500    | alle                        | Verbreitung, Erwerb, Besitz und Herstellung von Jugendpornographie (JP)      | 1.604  | 1.306  | 1.056  |        |        |        |        |        |        |        |
| 143700    | Abs. 1 (Fassung 2008)       | Verbreitung von JP                                                           |        |        |        | 0597   | 0590   | 0447   | 0247   | 0321   | 0271   | 0160   |
| 143510    | Abs. 1                      | Verbreitung, Erwerb, Besitz und Herstellung von JP                           | 0895   | 0734   | 0563   |        |        |        |        |        |        |        |
| 143530    | Abs. 3                      | Besitz oder sich Verschaffen von JP                                          | 0699   | 0559   | 0490   |        |        |        |        |        |        |        |
| 143600    | Abs. 2 und 4 (Fassung 2008) | Besitz/Verschaffung von JP                                                   |        |        |        | 0548   | 0506   | 0400   | 0272   | 0400   | 0310   | 0186   |
| 143511    | Abs. 1 Nr. 1                | Verbreitung von JP                                                           | 0646   | 0586   | 0464   |        |        |        |        |        |        |        |
| 143512    | Abs. 1 Nr. 2                | Besitzverschaffung für andere von JP                                         | 0117   | 0047   | 0024   |        |        |        |        |        |        |        |
| 143513    | Abs. 1 Nr. 3                | Herstellung auch ohne Verbreitungsabsicht mit tatsächlichem Geschehen von JP | 0054   | 0050   | 0050   |        |        |        |        |        |        |        |
| 143514    | Abs. 1 Nr. 4                | Herstellung mit Verbreitungsabsicht von JP                                   | 0078   | 0051   | 0025   |        |        |        |        |        |        |        |
| 143520    | Abs. 2                      | Verbreitung und Herstellung von JP gewerbs-/bandenmäßig                      | 0010   | 0013   | 0003   |        |        |        |        |        |        |        |
| 143500    | Abs. 3 (Fassung 2008)       | Verbreitung von JP durch gewerbs-/ bandenmäßiges Handeln                     |        |        |        | 0012   | 0009   | 0009   | 0008   | 0007   | 0006   | 0011   |

## Rechtslage in Österreich
Im österreichischen Bundesrecht gibt es die Begriffe der Unmündigkeit (vor der Vollendung des 14. Lebensjahres) und der Minderjährigkeit (vor der Vollendung des 18. Lebensjahres). Personen zwischen diesen Altersstufen werden als „mündige Minderjährige“ bezeichnet. Dies entspricht dem deutschen Rechtsbegriff eines Jugendlichen.

### Definition
Jugendpornografie wird seit dem 1. Mai 2004 gemeinsam mit Kinderpornografie in § 207a öStGB abgehandelt. Hierzu wurde der bereits zuvor existierende Paragraph zu pornografischen Darstellungen Unmündiger ausgeweitet. Obwohl es als nur ein Tatbestand aufgeführt wird, unterscheiden sich die Definition der strafbaren Darstellungen in Bezug auf mündige Minderjährige teils deutlich.
Als sexualbezogene Darstellung gelten hier „wirklichkeitsnahe Abbildungen“ der Genitalien oder der Schamgegend, einer „geschlechtlichen Handlung“ oder „eines Geschehens, dessen Betrachtung nach den Umständen den Eindruck vermittelt, dass es sich dabei um eine geschlechtliche Handlung handelt“ an oder mit einer mündigen Person. Alle diese drei Punkte treffen jedoch nur mit der Einschränkung zu, dass es sich um reißerisch verzerrte, auf sich selbst reduzierte und von anderen Lebensäußerungen losgelöste Abbildungen handeln muss, die der sexuellen Erregung des Betrachters dienen.
Darstellung kann sich auf Abbildungen, die eine reale Handlung oder ein reales Geschehen an realen Menschen bzw. reale Menschen wiedergeben (also Fotos und Videos) als auch auf virtuelle Bilder (etwa Computeranimationen) beziehen. Während das deutsche Recht auch „Schriften“ ,also Text umfasst, sind im österreichischen Strafrecht reine Textwerke (wie z. B. das Buch Josefine Mutzenbacher)  nicht strafbar. „Wirklichkeitsnah“ ist eine Abbildung bzw. Darstellung dann,

„wenn sie von der Wiedergabequalität und von der Erkennbarkeit her ein Niveau erreicht, das im allgemeinen Sprachgebrauch als photographisch im Sinne von dokumentaristisch bezeichnet wird, also dem Betrachter den Eindruck vermittelt, Augenzeuge (gewesen) zu sein.“

### Strafrahmen
Im österreichischen Strafrecht sind für Handlungen im Zusammenhang mit sexualbezogenen Darstellungen Minderjähriger allgemein derselbe Strafrahmen für Darstellungen Unmündiger und Mündiger vorgesehen, da stattdessen bei der Definition der Darstellungen unterschieden wird. Nur im Bezug auf den Besitz und den wissentlichen Zugriff im Internet unterscheidet sich der Strafrahmen.
| Handlung | dargestellte Unmündige                                                                                  | dargestellte Mündige                                                                                    |
| --- | --- | --- |
| Besitz (auch Versuch der Besitzverschaffung), wissentlicher Zugriff im Internet | Freiheitsstrafe bis zu 3 Jahren, falls viele Abbildungen oder Darstellungen 6 Monate bis 5 Jahre        | Freiheitsstrafe bis zu 2 Jahren, falls viele Abbildungen oder Darstellungen 6 Monate bis 3 Jahre(*)     |
| Herstellung, Verbreitung | 6 Monate bis 3 Jahre Freiheitsstrafe, falls viele Abbildungen oder Darstellungen 1 Jahr bis 5 Jahre (*) | 6 Monate bis 3 Jahre Freiheitsstrafe, falls viele Abbildungen oder Darstellungen 1 Jahr bis 5 Jahre (*) |
| Herstellung, Beförderung wenn gewerbsmäßig oder zum Zweck der Verbreitung | 1 Jahr bis 5 Jahre Freiheitsstrafe, falls viele Abbildungen oder Darstellungen 1 Jahr bis 10 Jahre      | 1 Jahr bis 5 Jahre Freiheitsstrafe, falls viele Abbildungen oder Darstellungen 1 Jahr bis 10 Jahre      |
| Herstellung und Verbreitung als Mitglied einer kriminellen Vereinigung, bei besonders schwerem Nachteil der minderjährigen Person; Herstellung unter Anwendung schwerer Gewalt und bei grob fahrlässiger Gefährdung des Lebens der dargestellten Person | 1 Jahr bis 10 Jahre Freiheitsstrafe                                                                     | 1 Jahr bis 10 Jahre Freiheitsstrafe                                                                     |

* Ausgenommen von dieser Regelung ist, wer eine sexualbezogne Darstellung einer mündigen minderjährigen Person „mit deren Einwilligung und zu deren oder seinem eigenen Gebrauch herstellt oder besitzt“. Ebenso ist ausgenommen, wer eine solche Darstellung von sich selbst verbreitet.
Anfang 2009 wurde § 207a um den Absatz 3a ergänzt, der zusätzlich zu Herstellung, Verbreitung und Besitz auch den wissentlichen Zugriff auf pornographische Darstellungen Minderjähriger im Internet unter Strafe stellt. Mit der Strafrechtsreform 2016 wurde die Verbreitung von pornografischen Darstellungen seiner selbst legalisiert, und für Besitz und Zugriff von Jugendpornografie die Möglichkeit einer Geldstrafe geschaffen. Die Regierung berief sich bei ersterem auf die EU-Richtlinie 2011/93/EU, und führte zweiteres als Vereinheitlichung von Strafbestimmungen des gesamten StGB durch. Zum 1. Dezember 2023 wurden die Überschrift geändert und die Strafen verschärft.
Scheinminderjährigkeit ist nicht ausdrücklich geregelt. Im April 2010 fällte der Oberste Gerichtshof jedoch ein Urteil gegen einen Mann, der im Besitz von Material war, das nur vielleicht als Jugendpornografie bezeichnet werden kann. Der Gutachter kam zu dem Schluss, die jungen Männer seien zwischen 16 und 21 Jahre alt. Dies reichte für eine Verurteilung.

## Rechtslage in anderen Ländern
In vielen Rechtssystemen werden Kinder- und Jugendpornografie gemeinsam behandelt. Während das deutsche und österreichische Recht klare Unterschiede bei der Bemessung des Strafmaßes setzen, ist dies etwa in den USA nicht der Fall.